# Exèrcit mongol

El samurai Suenaga atacat per sagetes i explosius mongols. Moko Shurai Ekotoba (蒙古 袭来 絵 词), c. 1293.

L'exèrcit mongol va ser durant els segles xii i xiii un dels millors del món per la seva mobilitat i estratègies, que ho van fer temible entre els seus coetanis. Genguis Kan i altres militars mongols van introduir diverses innovacions que van permetre al seu exèrcit conquerir vasts territoris tot i estar en desavantatge numèrica durant les batalles que van enfrontar.
El sistema militar mongol es fonamentava en l'estil de vida nòmada dels mongols. Amb el temps es van sumar al mateix altres elements inventats per Genguis Kan, els seus generals i els seus successors. D'altra banda, la tecnologia que els mongols van utilitzar per atacar fortificacions va ser adaptada a partir d'altres cultures, i conseqüentment es van integrar a les estructures de comandament experts tècnics estrangers.

## Organització de les tropes

### Sistema decimal
Genguis Kan va organitzar als seus soldats en grups basats en un sistema decimal: 10 (arban), 100 (jaghun), 1.000 (mingghan), 10.000 (Tumen), i cada grup tenia un líder (Noyan). La unió de 2 a 5 tumen donava lloc a una  hordu, o exèrcit, paraula de la qual es deriva el terme "horda". Cada hordu estava sota el comandament del kan o dels seus generals (boyan).
Els líders en cada nivell de la cadena de comandament podien fins a cert punt executar les seves ordres de la manera que els semblava més adequat. Aquesta estructura de comandament va provar ser bastant flexible i efectiva, en permetre a l'exèrcit mongol atacar en massa, dividir en petits grups per envoltar els seus enemics o portar-los a una emboscada, o dividir-se en grups petits de deu homes per acabar amb un exèrcit derrotat i en retirada.

### Ruptura de les connexions tribals
Quan integrava soldats nous dins del seu exèrcit, Gengis Kan els dividia i els posava a càrrec de diferents líders per acabar amb les connexions socials o tribals, per així evitar qualsevol enemistat inspirada en la seva ètnia o aliances tribals. En totes les seves campanyes, els soldats viatjaven juntament amb les seves famílies. La disciplina es mantenia amb severitat, i fins a les menors infraccions eren fortament castigades; cada líder d'unitat era responsable de la preparació i entrenament dels seus soldats, i era reemplaçat si es considerava que no complia amb el seu treball. Els ascensos a l'exèrcit es basaven únicament en el mèrit de cada persona (amb l'excepció dels parents de Genguis Kan, als quals se'ls atorgava els més alts llocs de comandament).

## Tropes i armes

### Entrenament i disciplina
La majoria d'exèrcits europeus consistien en uns pocs soldats professionals, a part de cavallers, i un gran nombre de plebeus o milicians. D'aquests, només els cavallers i els pocs soldats professionals s'entrenaven regularment, i el seu entrenament emfatitzava el combat individual, en perjudici de les tàctiques de combat en grup. En contrast, els exèrcits mongols constantment practicaven l'equitació, tir amb arc i les tàctiques d'unitat, i també diferents formacions i rotacions. Aquest entrenament es mantenia per mitjà d'una disciplina dura, però raonable.
Els oficials, en general, podien complir les seves ordres com millor els sembla, sempre que ho fessin al més aviat possible i els objectius del pla traçat pels seus superiors fossin aconseguits. No obstant això, tots els membres de l'exèrcit havien de ser incondicionalment lleials entre si, i sobretot lleials al Kan. Si un soldat fugia del perill enmig de la batalla, tant ell com els seus nou companys del mateix arban eren sentenciats a pena de mort. També si un general fugia abandonant les seves tropes a la seva sort era castigat durament a la Cort imperial amb l'exili (tal compromís del comandant amb les seves tropes era només en el cas de soldats mongols).
Un mètode únic que usaven els mongols per entrenar van ser les grans excursions de caça organitzades anualment a les estepes. Els genets mongols formaven un gran cercle, i obligaven a tot tipus d'animals a anar al centre, després, a l'ordre del seu comandant, començaven a matar-los. Si un caçador matava a qualsevol animal abans d'hora, o si deixava que un animal escapament del cercle, era castigat. Aquest era un excel·lent manera d'entrenar, ja que a més de practicar les maniobres dinàmiques que usaven en el camp de batalla, es divertien per mitjà de la caça, i també reunien grans quantitats de menjar per a banquets massius.

### Armadures
Els cavallers europeus que van enfrontar als mongols sovint utilitzaven armadures pesants, que podien ser penetrades per l'arc compost mongol. Quan els cavallers eren colpejats per sagetes que penetraven la seva armadura, tenien la difícil tasca de remoure la sageta clavada a la seva armadura i cos. En treure's l'armadura o la sageta sovint agreujaven la ferida. En canvi, molts dels soldats mongols feien servir armadures lleugeres sobre camises de seda. En ser colpejats per una sageta, la seda envoltava la sageta i penetrava en la ferida amb ella. N'hi havia prou halar amb suavitat la seda al voltant de la sageta per treure sense causar molt de mal al soldat. Així mateix, els cavalls mongols, que no tenien armadura i eren muntats per genets d'armadura lleugera, tenien una major resistència que els cavalls dels europeus.

### Cavalleria
Els mongols, sota el lideratge de Genguis Kan i els seus descendents, van tenir les millors tropes de cavalleria lleugera i arquers a cavall. Sis de cada deu soldats mongols eren arquers a cavall, i els quatre restants eren llancers, millor armats. Els soldats de cavalleria lleugera mongols, anomenats Keshik, eren així mateix extremadament ràpids comparats amb les forces de cavalleria d'altres exèrcits. Aquesta qualitat els va permetre practicar tàctiques i falses retirades que resultarien poc pràctiques per a un enemic menys lleuger (com ara els cavallers europeus). En general els soldats també portaven destrals i simitarres.

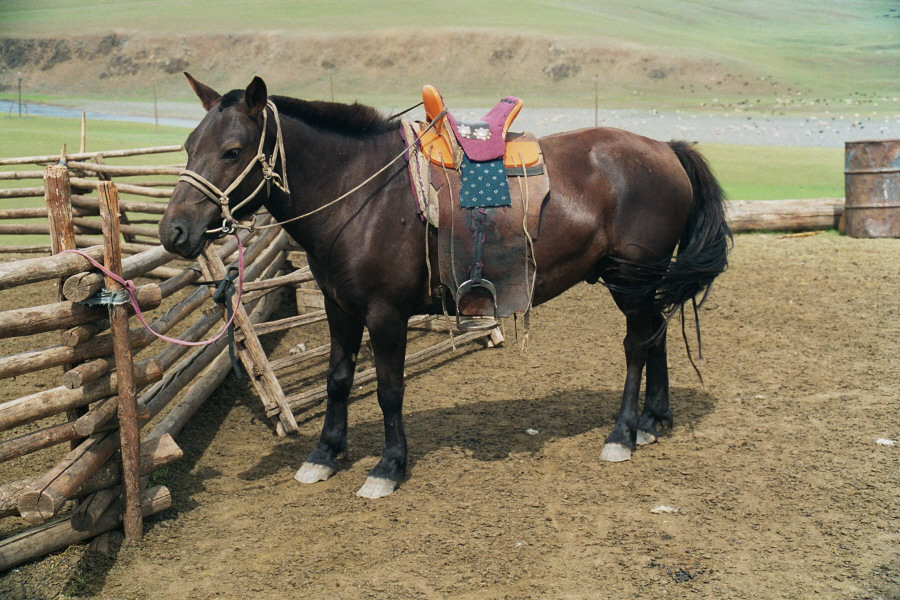
Cavall mongol.

Els cavalls mongols són relativament petits però extremadament resistents, raó per la qual els mongols podien recórrer grans distàncies amb rapidesa, sovint sorprenent els seus enemics, arribant a trobar diversos dies, fins i tot setmanes, abans del previst. Com que les forces de cavalleria dels altres exèrcits portaven armadures pesants, els mongols, amb les seves armadures lleugeres podien superar en velocitat. Tots els cavalls mongols estaven equipats amb estreps. Els estreps havien estat inventats pels huns, però van romandre desconeguts per a la resta del món. Gràcies a ells els mongols podien aturar-se sobre la seva muntura.

### Arqueria
Les armes principals dels mongols van ser els seus arcs. Sempre portaven al camp de batalla diversos d'aquests i moltes sagetes (prop de 60 per soldat) amb puntes de ferro. El tret d'aquests arcs, a poca distància, podien arribar a travessar una cota de malla, en utilitzar sagetes especials. Segons certs historiadors, existien tres calibres de sagetes. La mida petit de l'arc mongol no només permetia als mongols usar-lo muntant a cavall, sinó també disparar en qualsevol direcció mentre galopaven. Els mongols disparaven els seus arcs a sincronia amb el galop dels seus cavalls, per a un tir suau i estable, proporcionat en gran manera per la seva singular forma.

## Estratègia
La filosofia militar de Genguis Kan en general era derrotar els seus oponents amb el menor risc i cost per als mongols, i per aconseguir-ho confiava en els seus lleials soldats i generals electes per meritocràcia. Una de les tàctiques més freqüentment utilitzades pels mongols va ser la retirada fingida. Enmig de la batalla, una o més unitats mongoles es retiraven sobtadament, donant el seu rival una falsa confiança. Després, en perseguir, els soldats enemics es veien envoltats per soldats mongols que ràpidament procedien a banyar-los amb sagetes. Els mongols evitaven el combat cos a cos, i preferien lluitar a distància usant les seves arcs.

### Planificació
Abans d'envair una àrea enemiga, Genguis Kan i els seus generals feien els seus preparatius en un  Kurultai , o consell militar, per decidir com conduir la guerra imminent i quins generals havien de participar-hi. Mentre ho feien, els mongols acumulaven exhaustivament a través del seu sofisticat sistema d'intel·ligència tota la informació que poguessin dels seus oponents, amb la qual es podia calcular el curs de les hostilitats. A partir d'aquest pla de campanya, decidien quantes tropes anaven a necessitar. Així, per exemple, abans d'envair Europa, Batu Khan (net de Gengis Kan) i el general Subotai enviar espies al cor d'Europa, que van fer mapes dels antics camins romans, van establir rutes de comerç, i determinar la capacitat de cada principat per resistir una invasió.

### Mobilitat
Els soldats mongols eren prou àgils comparats amb les seves contraparts d'altres exèrcits. Això va derivar en un millor escodrinyant del terreny i aprenentatge de rutes, una ràpida assimilació del coneixement local de cada territori i el reconeixement dels millors llocs per posar trampes en el camp de batalla. La superior mobilitat dels mongols juntament amb la seva excel·lent organització política i militar (que estava basada en la velocitat de la cavalleria) va donar lloc a una complexa i eficaç xarxa d'intel·ligència i comunicacions, que els va permetre als mongols sempre comptar amb el camp de batalla al seu favor. Les tropes exploratòries anaven fins a 200 km davant de la força principal per evitar emboscades.

### Guerra psicològica
Genguis Kan va utilitzar amb èxit la guerra psicològica en moltes de les seves batalles, especialment al sembrar el terror i la por als pobles i ciutats. Ell sempre oferia als seus enemics l'oportunitat de rendir-se i pagar tribut (el sempre promovia el que anomenaven la "rendició honorable d'una ciutat"), però si la seva oferta era rebutjada, envaïa i s'exterminava els pobles i ciutats, deixant vius als enginyers, si n'hi havia, per incorporar al seu exèrcit, i a uns pocs civils vius per fugir i comptar sobre la seva pèrdua i desgràcia en altres llocs (generalment els mongols destruïen a la primera ciutat que es resistia durant una campanya per deixar un missatge a les altres ciutats en el seu camí). En conèixer que l'exèrcit Genguis Kan havia acabat despietadament amb tota resistència, se'ls feia més difícil als sobirans d'altres terres convèncer els seus súbdits perquè es resisteixin.
Si un poblat es rendia pacíficament, Genguis Kan el deixava intacte i els garantia protecció, ja que li podien proveir de recursos per a futures campanyes. El pitjor passava si una ciutat es rendia i després es revoltava perquè llavors era completament aniquilada, saquejada i incendiada (només deixaven vius als enginyers, artesans i artistes; aquests dos últims perquè els mongols tenien un concepte que per mostrar el seu èxit en les seves campanyes feien servir el seu botí per construir grans palaus en honor del seu glòria que es convertien a la llar de les famílies nobles, era una ideologia pròpia dels mongols, en lloc de tractar d'imposar la seva pròpia cultura als vençuts prenien el millor de cada cultura per a usar al seu favor).

## Tàctiques en camp obert

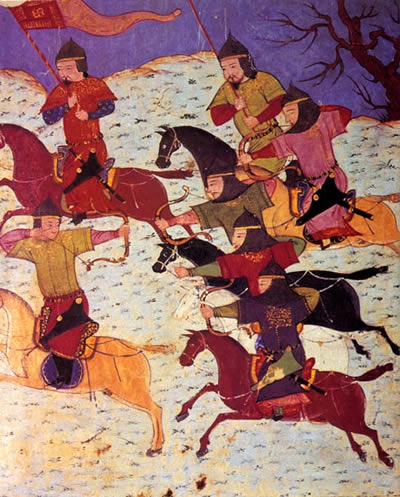
Arquers a cavall mongols.

Els mongols eren molt bons executant la retirada fingida, potser la tàctica de camp obert més difícil d'aconseguir. Pretenent estar desordenats i derrotats, fugien del camp de batalla, i quan l'enemic queia en el parany i els perseguia, tornaven i els mataven a plaer.
Els mongols en general avançaven en un front ampli, de cinc línies de profunditat. Les tres primeres línies estaven conformades per arquers a cavall, i les dues últimes de llancers. Quan localitzaven una força enemiga, els mongols evitaven qualsevol tipus d'assalt frontal atabalat o arriscat, a diferència dels seus contraparts d'Europa o l'Orient Mitjà. Preferien distreure l'enemic mitjançant escaramusses, mentre la força principal de l'exèrcit buscava flanquejar o envoltar el rival. El primer que feien els mongols era atacar per mitjà dels seus arquers a cavall. Aquests arquers mai es quedaven sense municions, ja que els seguien de prop camells carregats amb sagetes.
Per evitar la pluja de sagetes, els enemics usualment se separaven o buscaven refugi, trencant les seves formacions i per tant, fent-los més vulnerables a la càrrega dels llancers. D'altra banda, quan s'ajuntaven molt eren més vulnerables a les sagetes dels mongols. Quan consideraven que l'enemic estava prou debilitat, els noyan donaven l'ordre als llancers perquè iniciïn la seva càrrega contra l'enemic. Sovint els danys causats per les sagetes eren suficient per provocar la retirada de l'exèrcit enemic, així que els llancers penes eren necessitats per ajudar a perseguir als supervivents. Els mongols deixaven espais perquè els enemics veiessin vies d'escapament però en realitat havia genets esperant (els mongols coneixien que un soldat que sabia que estava envoltat lluitaria fins a la mort perquè no tenia res a perdre, però un que veu una possibilitat d'escapament intentés fugir i trencarà files facilitant la batalla als mongols).
Quan s'enfrontaven amb exèrcits europeus, que posaven èmfasi en la cavalleria pesant, els mongols procuraven evitar el combat cos a cos, preferint atacar la distància amb els seus arcs. En els casos excepcionals quan l'armadura dels cavallers resistia les sagetes enemigues, els mongols senzillament mataven als seus cavalls, deixant als cavallers cuirassats a peu, incapaços de recórrer llargues distàncies. A la batalla de Mohi els mongols van deixar una bretxa en les seves files, temptant als hongaresos a fugir a través d'ella. En fer-ho, van acabar dispersos en camp obert i van ser blanc fàcil per als arquers a cavall mongols, mentre els llancers els mataven a plaer mentre fugien. A la batalla de Liegnitz, els pocs cavallers Teutònics, Templers i Hospitalaris que van poder resistir als mongols a peu els van causar fortes baixes, però al final tots van morir. Els mongols es van limitar a acceptar les seves baixes, i van destruir als cavallers, els quals es trobaven en inferioritat numèrica.
Cada vegada que podien, els comandants mongols buscaven el terreny més alt, des del qual podien prendre decisions basant-se la seva millor visió del camp de batalla mentre els esdeveniments passaven, i també comptaven amb més seguretat i facilitat per defensar-se. És més, en estar en terreny elevat, era més fàcil per a les seves forces obeir les ordres donades a través de banderes que si estiguessin en terreny pla. A diferència dels exèrcits europeus, que donaven molta importància al valor personal i així s'exposaven els seus líders a morir a mans de qualsevol prou resolutòria a matar-los, els mongols protegien als seus líders. Un general com Subotai, incapaç de muntar a cavall durant els seus últims anys, per la seva edat i la seva obesitat, podia haver estat ridiculitzat per qualsevol exèrcit europeu de l'època, no hagués estat ni respectat ni obeït. Però els mongols reconeixien i respectaven el seu geni militar malgrat els seus defectes, i el transportaven amb orgull en una carreta.

## Tàctiques de setge
Els mongols eren experts realitzant setges, sovint canviant el curs dels rius i impedint el proveïment de menjar a les ciutats. També enviaven refugiats a les ciutats que encara no havien conquerit, per consumir els seus recursos.
 Catapultes i màquines - La tecnologia era una de les facetes importants de l'estil de fer la guerra dels mongols. Així, Genguis Kan va usar moltes vegades armes de setge, que eren desmantellades i transportades en cavalls per ser reconstruïdes en el lloc de la batalla. Els enginyers que construïen les màquines de setge eren reclutats entre els seus captius, la majoria d'ells de la Xina i Pèrsia. Quan massacraven a una població sencera, gairebé sempre perdonaven als enginyers i tècnics, ràpidament afegits als seus exèrcits.
Moltes vegades després de les batalles en camp obert les restes de l'exèrcit enemic fugien a les seves ciutats, altres vegades els seus enemics preferien refugiar-se a les seves ciutats en conèixer de la capacitat militar dels mongols en camp obert. Aquestes raons van ser les que van convertir els mongols en mestres de la guerra de setges.
Una vegada que la batalla principal o el setge acabava, l'Exèrcit mongol perseguia el líder enemic fins a matar-lo per a evitar que reagrupi al voltant d'ell al seu exèrcit després de la guerra. Tot i que moltes vegades els líders enemics escapaven en adonar-se que amb seguretat perdrien la guerra, els mongols els perseguien fins a assegurar-se que haguessin mort.
 Els Kharash  - Un component essencial de les tàctiques mongoles era l'ús dels Kharash, és a dir, aquells residents locals que eren utilitzats com a escuts humans pels mongols durant els setges.

## Logística
El sistema mongol de logística es destacava per ser mòbil i pràctic. La majoria d'unitats eren autosuficients a curt termini. Els mongols, per ser nòmades, depenien molt del sòl, raó per la qual assaltaven i robaven els civils i ciutats en el seu camí. Cada genet mongol comptava amb tres o quatre cavalls, per no cansar, i en la seva majoria eren eugues, de manera que podien subsistir a base de la seva llet quan sorgia la necessitat, i en casos d'extrema necessitat, el guerrer mongol era capaç de beure certa quantitat de sang dels seus cavalls.
Quan havien de transportar equip pesant, utilitzaven carretes i vagons, molt ben organitzats. Quan havien de comunicar-se, comptaven amb una mena de sistema postal muntat (salvant les diferències, la idea és semblant a la dels Chasquis inques). En el camp de batalla, es comunicaven mitjançant banderes. El principal factor logístic que limitava el seu avanç era haver de trobar prou aigua i aliments per als seus animals. En totes les campanyes, els soldats portaven a les seves famílies amb si.

## Com vèncer
El rei Béla IV d'Hongria va descobrir com evitar ser conquerit per ells: els castells. Els mongols eren bons en els setges, però a l'Àsia fortificacions de les ciutats eren poques i senzilles. En arribar a un castell europeu, les grans defenses feien que s'exposessin a un atac, i reduïa la seva mobilitat. Béla va construir una gran xarxa defensiva de castells en ser aniquilat un terç de la població hongaresa i el país gairebé arrasat després de la batalla de Mohías. Aquesta xarxa defensiva els va protegir també dels turcs, però no tan bé com ho havia fet contra els mongols. De fet aquesta gesta defensiva no té el valor atorgat a altres casos, ja que després de la batalla de Mohías, les tropes mongoles es van retirar d'Europa Central per la mort del gran Khan, i al tenir lloc la seva successió, ja no van tornar mai més.
Una altra forma de derrotar-los era que l'estat rival estigués envoltat de mar (com Japó o Java, ja que no eren bons navegants), o per selves i pantans (Vietnam i Birmània). Però aquests obstacles naturals no garantien el rebuig dels mongols, aquests eren molt adaptables, travessaven deserts en Orient Mitjà, selves al sud de la Xina i van vèncer el terrible hivern rus. Els exèrcits mongols eren mòbils i necessitaven espai per maniobrar, si els arraconaven contra la costa, com van fer els japonesos i indonesis els posava en clar desavantatge. També ajudava tenir un exèrcit de qualitat i un comandant eficaç, com els mamelucs sota el comandament de Bàybars I, que van rebutjar les incursions mongoles a Palestina. A més influïa la sort o les casualitats del destí com va ser en el cas dels hongaresos o el cas dels japonesos en que un huracà va destruir la flota mongol que atacava les illes.